# (36711) 2000 RF33
2000 RF33 (asteroide 36711) é um asteroide da cintura principal. Possui uma excentricidade de 0.06839900 e uma inclinação de 3.15926º.
Este asteroide foi descoberto no dia 1 de setembro de 2000 por LINEAR em Socorro.